# Иодид бериллия
Иоди́д бери́ллия — неорганическое химическое соединение бериллия и иода с формулой BeI2. Относится к галогенидам. Иодид бериллия представляет собой бесцветные игольчатые кристаллы. В присутствии влаги или при растворении в воде соединение быстро гидролизирует, с выделением газообразного йодоводорода. Относится к иодидам, (см. также: галогениды) то есть солям йодоводородной кислоты HI.

Связь Be-I в соединении практически ковалентная. В парах, вблизи температуры плавления, молекулы иодида бериллия преимущественно димерны (Be2I4).
Как и все соединения бериллия, токсичен и канцерогенен.

## Получение и свойства
Иодид бериллия может быть получен при взаимодействии металлического бериллия с элементарным йодом при температуре от 500 до 700°С:

{\displaystyle {\mathsf {Be+I_{2}\longrightarrow BeI_{2}}}}
Также иодид бериллия образуется при термическом взаимодействии карбида бериллия с йодоводородом:

{\displaystyle {\mathsf {Be_{2}C+4HI\longrightarrow 2BeI_{2}+CH_{4}}}}
Плавится BeI2 при ~480°С. Давление пара иодида бериллия очень велико, поэтому его кристаллы легко сублимируются при более низкой температуре.

Легко растворим в сероуглероде, хорошо растворим в безводном этиловом спирте.

Способность давать комплексы с нейтральными аддендами падает от хлорида бериллия к иодиду, поэтому для иодида бериллия известно лишь для небольшое количество комплексных соединений. Так иодид бериллия образует аммиакаты трех типов (для хлорида бериллия известно четыре).

## Химические свойства
Иодид бериллия, вследствие гидролиза, бурно взаимодействует с водой:

{\displaystyle {\mathsf {BeI_{2}+2H_{2}O\longrightarrow Be(OH)_{2}+2HI}}}
Йод в иодиде бериллия может быть замещен другим галогеном. Поэтому иодид бериллия легко вступает в реакцию с фтором, образуя фторид бериллия и фториды йода, с хлором и бромом — образуя соответственно хлорида и бромид бериллия, а также иод:

{\displaystyle {\mathsf {BeI_{2}+2F_{2}\longrightarrow BeF_{2}+2\ IF}}}
{\displaystyle {\mathsf {BeI_{2}+Cl_{2}\longrightarrow BeCl_{2}+I_{2}}}}
{\displaystyle {\mathsf {BeI_{2}+Br_{2}\longrightarrow BeBr_{2}+I_{2}}}}
Иодид бериллия легко реагирует с окислителями, такими как хлорат и перманганат калия, с образованием молекулярного йода.

При высоких температурах (порядка 750—900°С) иодид бериллия диссоциирует:

{\displaystyle {\mathsf {BeI_{2}\longrightarrow Be+I_{2}}}}

## Применение
Иодид бериллия может быть использован при получении высокочистого бериллия путём разложением BeI2 на раскаленной вольфрамовой нити.